# Фагер, Юнас
Ю́нас Фре́дерик Фа́гер (швед. Jonas Frederik Fager; 2 июня 1969, Укселёсунд) — шведский гребец-байдарочник, выступал за сборную Швеции на всём протяжении 1990-х годов. Участник трёх летних Олимпийских игр, бронзовый призёр чемпионата мира, победитель многих регат национального и международного значения.

## Биография
Юнас Фагер родился 2 июня 1969 года в городе Укселёсунде. Активно заниматься греблей начал с раннего детства, проходил подготовку в местном одноимённом каноэ-клубе «Укселёсундс».
Первого серьёзного успеха на взрослом международном уровне добился в 1991 году, когда попал в основной состав шведской национальной сборной и побывал на чемпионате мира в Париже, откуда привёз награду бронзового достоинства, выигранную в зачёте четырёхместных байдарок на дистанции 10000 метров — на финише их обогнали только экипажи из Германии и Австралии. При этом его партнёрами были гребцы Пабло Грате, Ханс Ульссон и Петер Орбан. Благодаря череде удачных выступлений удостоился права защищать честь страны на летних Олимпийских играх 1992 года в Барселоне — в четвёрках на тысяче метрах дошёл до финала и показал в решающем заезде седьмой результат.
Будучи одним из лидеров гребной команды Швеции, благополучно прошёл квалификацию на Олимпийские игры 1996 года в Атланте, где в километровой гонке байдарок-четвёрок на сей раз занял шестое место, немного не дотянув до призовых позиций. Четыре года спустя отправился представлять страну на Олимпиаде в Сиднее, стартовал в той же дисциплине и стал в финале восьмым. Вскоре по окончании этих соревнований принял решение завершить карьеру профессионального спортсмена, уступив место в сборной молодым шведским гребцам.